# Ленінський район (Єврейська автономна область)
Ленінський район (рос. Ленинский район) — адміністративна одиниця Єврейської автономної області Російської Федерації.
Адміністративний центр — село Ленінське.

## Адміністративний поділ
До складу району входять 5 сільських поселень:
1. Бабстовське сільське поселення
2. Біджанське сільське поселення
3. Дежнєвське сільське поселення
4. Лазаревське сільське поселення
5. Ленінське сільське поселення

## Населення
| 1939    | 1959    | 1970    | 1979    | 1989    | 2002    | 2009    |
| ------- | ------- | ------- | ------- | ------- | ------- | ------- |
| 10 311  | ↗16 260 | ↗22 517 | ↗24 229 | ↗28 464 | ↘22 844 | ↘21 941 |
| 2010    | 2011    | 2012    | 2013    | 2014    | 2015    | 2016    |
| ↘20 684 | ↘20 482 | ↘20 092 | ↘19 939 | ↘19 492 | ↘19 030 | ↘18 423 |
| 2017    | 2018    |         |         |         |         |         |
| ↘18 114 | ↘17 760 |         |         |         |         |         |